# Alvin Karpis

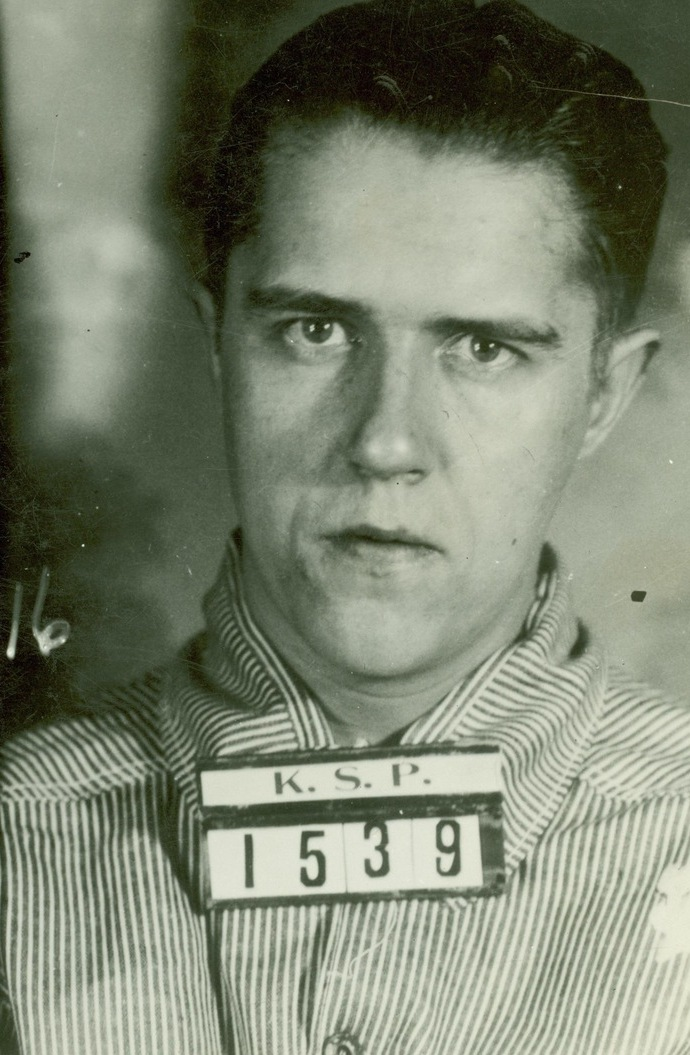
Alvin Karpis

Alvin Karpis (* 10. August 1908 in Montreal; † 26. August 1979 in Torremolinos, Spanien), eigentlich Albin Francis Karpaviecz (in der Autobiographie zu Karpowicz vereinfacht), war ein kanadisch-US-amerikanischer Krimineller. Karpis wurde vor allem berühmt durch die von ihm gemeinsam mit der „Barker-Bande“ verübte Serie von Gewaltverbrechen, die ihm in den 1930er Jahren zeitweise den „Rang“ des „Staatsfeindes Nr. 1“ (Public Enemy No. 1) auf der Liste der zehn meistgesuchten Flüchtigen des FBI einbrachte.

## Leben und Wirken

### Früher Werdegang
Karpis wurde am 10. August 1908 als Albin Francis Karpaviecz in Montreal (Québec) als Sohn einer aus Litauen stammenden Familie (John und Anna Karpaviecz) geboren und wuchs nach der Übersiedelung seiner Familie in die Vereinigten Staaten in Topeka (Kansas) auf. Bereits seit seinem zehnten Lebensjahr stand Karpis mit kriminellen Aktivitäten wie Glücksspiel, Zuhälterei oder Alkoholschmuggel in Verbindung. 1924 wurde er wegen versuchten Raubes zu einer zehnjährigen Strafe im staatlichen Zuchthaus in Hutchinson (Kansas) verurteilt. Nachdem er von dort hatte fliehen können, lebte er eine Weile bei seinen Eltern in Chicago. Später zog er nach Kansas City zu seiner Schwester Mrs. Bert Grooms, wo er beim Diebstahl eines Autos erwischt und erneut ins Zuchthaus von Hutchinson gebracht wurde. Nach seiner Überführung ins Staatsgefängnis von Kansas in Lansing traf er in der Haft auf Fred Barker, ein Mitglied der berüchtigten Barker-Gang, einer kriminellen Bande, die sich um die Mitglieder der gleichnamigen Familie Barker gruppierte. Nachdem Karpis und Barker 1931 kurz nacheinander aus dem Gefängnis entlassen worden waren, schlossen sie sich in Tulsa (Oklahoma) zur Karpis-Barker-Gang zusammen.

### Die Karpis-Barker-Bande
Der Karpis-Barker-Bande gehörten zeitweise mehr als 25 Männer an, darunter neben Karpis und Barker auch Fred Hunter. Die vielfach kolportierte Behauptung, Fred Barkers Mutter, Ma Barker, sei der eigentliche Kopf der Bande gewesen, ist – unter Berücksichtigung der greifbaren zeitgenössischen Quellen sowie der späteren Berichte von Bandenangehörigen – wohl ins Reich der Legende zu verweisen. Karpis behauptet in seinen Memoiren, sie sei niemals in Aktionen der Gruppe verwickelt gewesen, sondern als unbeteiligtes „Anhängsel“ mitgeschleppt und vor jedem Coup im Kino oder anderen Vergnüglichkeiten „geparkt“ worden.
Die Karpis-Barker-Bande wurde wegen ihrer Brutalität bald landesweit bekannt. Auf ihr Konto gingen unter anderem Banküberfälle, Postraube und zuletzt eine Reihe von Entführungen. Insgesamt 14 Todesopfer hatte die Gang zu verantworten.
1933 entführte die Bande den Millionär William Hamm, einen Brauereibesitzer aus Minnesota, für den sie ein Lösegeld von 100.000 $ einstrich. Ihr nächstes Opfer, der Bankier Edward Bremer Jr., ebenfalls aus Minnesota, brachte ihnen 200.000 $ ein. Diese Entführung stellte sich jedoch, trotz ihrer zunächst erfolgreichen Durchführung, als ein schwerer Fehler heraus.
Da der Vater von Bremer ein enger Freund des US-Präsidenten Franklin Delano Roosevelt war und da die amerikanische Öffentlichkeit nach der sogenannten „Lindbergh-Entführung“ besonders sensibel auf Entführungen reagierte, nahm die Ergreifung der Bande um Karpis und Barker in der Folge in der Prioritätenliste der Strafverfolgungsbehörden, vor allem beim FBI, einen besonderen Stellenwert ein. Auf der FBI-Liste der meistgesuchten Kriminellen erschienen Karpis und Barker schließlich gemeinsam auf dem ersten Rang, dem des „Staatsfeinds Nummer 1“.

### Die Jagd auf die Barker-Karpis-Bande
Nachdem das FBI längere Zeit ergebnislos nach der Bande gefahndet hatte, konnte es schließlich deren Spur aufnehmen. Als Chuck Ziegler Dritten gegenüber mehrmals mit seiner Rolle in der Bremer-Entführung geprahlt und damit seine Komplizen in Unruhe versetzt hatte, wurde er am 22. März 1934 in Cicero von Mitgliedern seiner Bande auf offener Straße erschossen. In Zieglers Tasche fand das FBI Adressen und Decknamen mehrerer Bandenmitglieder, die es nutzte, um die betreffenden Personen nacheinander ausfindig zu machen und zu verhaften: Cod wurde am 8. Januar 1935 gefasst, Ma und Fred Barker wurden am 16. Januar in Ocala, Florida, während eines Schusswechsels getötet. Alvin Karpis und Harry Campbell flohen Richtung Norden nach Atlantic City. Von der Polizei beim Dan-Mor-Hotel eingekesselt, schossen sie sich ihren Weg frei und entkamen dem FBI zunächst. Karpis’ schwangere Frau Dolores Delaney und Campbells’ Frau Wynona Burdette wurden dort festgenommen und später für das Beherbergen von Flüchtigen zu fünf Jahren Gefängnis verurteilt. Dolores gebar einen Sohn in Haft, der den Eltern Karpis’ in Chicago zur Aufsicht übergeben wurde. Durch den geglückten Überfall auf einen Zug in Garrettsville, Ohio, bei dem Karpis 27.000 $ erbeutete, blieb er im Fokus der öffentlichen Aufmerksamkeit. Eine Rachedrohung, die er dem FBI-Chef J. Edgar Hoover zukommen ließ, lenkte darüber hinaus dessen persönlichen Groll auf Karpis.

### Jagd auf Karpis
Karpis war der vierte und letzte Mann, dem der Titel „Public Enemy Number 1“ vom FBI verliehen wurde (seither gibt es nur noch „Rankings“ auf der Fahndungsliste des FBIs). Verschiedentlich ist angemerkt worden, dass Karpis das Negativrenommee des Staatsfeindes Nummer 1 nur aufgrund der persönlichen Abneigung des FBI-Direktors J. Edgar Hoover zuteilwurde. Hoover gelang es indessen, durch die Ergreifung Karpis' – bei der er anwesend war und sich medienbewusst in Szene setzen ließ – sich selbst und seiner Behörde nationale Beachtung zu verschaffen.
1936 war Hoover während einer Anhörung durch den amerikanischen Senat von dem Tennessee’schen Senator McKellar scharf angegriffen worden. Dieser kritisierte Hoovers Führungsstil und stellte dessen Eignung für diese Position in Frage, indem er darauf hinwies, dass Hoover noch nie selbst eine Verhaftung durchgeführt habe, obwohl er Leiter der Bundespolizei sei. Damit wisse Hoover nicht genug über die alltägliche „Straßenwirklichkeit“ des Polizeiberufes, um sein Amt effektiv auszufüllen. Nach dieser öffentlichen Bloßstellung, die seine Position gefährdete, war Hoover bestrebt, einen Prestigeerfolg einzufahren: Der naheliegende Coup, um seine Kritiker zu entwaffnen und sie zum Schweigen zu bringen, war es, Karpis als meistgesuchten Kriminellen dieser Zeit unter maßgeblicher Eigenbeteiligung zur Strecke zu bringen.
Am 1. Mai 1936 konnte das FBI Karpis in New Orleans ausfindig machen. Hoover eilte sogleich an Ort und Stelle, um die Verhaftung selbst leiten zu können. Karpis und sein Komplize Fred Hunter wurden von einem Einsatztrupp des FBI verhaftet, als sie die Stadt gerade verlassen wollten. Über die Verhaftung kursieren mehrere Berichte: Der offizielle FBI-Bericht besagt, dass Hoover selbst Karpis ergriffen habe, als dieser gerade nach einem Gewehr auf dem Rücksitz greifen wollte. Später wurde jedoch nachgewiesen, dass Karpis’ Auto (ein Plymouth Coupé) keinen Rücksitz hatte, die Verhaftung so also nicht abgelaufen sein konnte. Karpis behauptet dementsprechend in seinen Memoiren, Hoover habe sich erst in Szene gesetzt, nachdem er und Hunter bereits von anderen Agenten entwaffnet worden waren und keine Gefahr mehr von ihnen drohte. Gleichwohl verschaffte sich Hoover damals landesweite Bekanntheit als der Mann, der den „Staatsfeind Nummer 1“ verhaftet hatte. Sein Name galt bis zu seinem Tod 1972 als Synonym für hemdsärmelige, durchgreifende, „aufräumende“ Polizeiarbeit im Sinne des Law-and-Order-Gedankens.

### Haftjahre

Alvin Karpis in späteren Jahren

Nachdem Karpis zu einer lebenslangen Haftstrafe verurteilt worden war, wurde er zur Verbüßung seiner Strafe nach Alcatraz verbracht, wo er vom August 1936 bis zum April 1962 mehr als fünfundzwanzig Jahre lang verwahrt wurde. Damit ist Karpis, der in Alcatraz die Häftlingsnummer #325-AZ erhielt und in der Gefängnisbäckerei arbeitete, derjenige Sträfling, der die längste Zeit in der berüchtigten Strafanstalt in der Bucht von San Francisco verbrachte.
In Alcatraz fiel Karpis, dem seine Mithäftlinge den Spitznamen Creepy („unheimlich“) gaben, vor allem wegen seiner häufigen gewaltsamen Auseinandersetzungen mit anderen Häftlingen auf.
Im April 1962 überführte man Karpis im Zuge der Räumung von Alcatraz ins McNeil-Island-Staatsgefängnis im Staate Washington. Karpis zeitweiliger Zellengenosse war dort Charles Manson, dem er das Gitarrenspiel beibrachte.

### Spätere Jahre
Karpis wurde 1969 aus der Haft in McNeil Island entlassen und nach Kanada abgeschoben, wobei es aufgrund seiner 1934 im Untergrund entfernten Fingerabdrücke jedoch Schwierigkeiten gab. 1971 und 1979 veröffentlichte er bei MacClelland and Stewart zwei Memoirenbände („The Alvin Karpis Story“). Der zweite Band war unter Mithilfe von Robert Livesey geschrieben worden. 1973 (nach anderen Angaben 1979) siedelte Karpis nach Spanien über, wo er am 26. August 1979 verstarb. Ursprünglich deklarierten die Behörden seinen Tod als Suizid, da man Schlaftabletten in seinem Leichnam gefunden hatte. Später revidierte man diese Feststellung jedoch und führte seinen Tod auf natürliche Ursachen zurück. Livesey wies später darauf hin, dass Karpis' letzte Freundin ihn zum Konsum von Tabletten und Betäubungsmitteln angehalten habe, und stellte die Mutmaßung an, dass Karpis aus Versehen eine Überdosis genommen haben könnte.

## Familie
Karpis war bis 1935 mit Dorothy Slayman verheiratet. Die Ehe blieb kinderlos. Aus einer nichtehelichen Beziehung mit Dolores Delaney ging ein Sohn, Raymond Karpis, hervor.

## Persönlichkeit
Als die ungewöhnlichste Fähigkeit Karpis' stellen die meisten Personen, die ihn gekannt haben, sein photographisches Gedächtnis hervor. Darüber hinaus werden ihm in vielen Zeitzeugenberichten ein trockener Humor und außerordentliche Intelligenz zugeschrieben.

## Karpis in den Medien
Aufgrund seines Status als Staatsfeind Nummer 1 und wegen seiner Zellengenossenschaft mit Manson geriet Karpis verschiedentlich in den Fokus des medialen Interesses. Mit der Zeit wurde er zum Objekt popkultureller Legendenbildung. So wurde unter anderem unterstellt, er habe als Inspirator und väterlicher Freund des Serienkillers Manson diesem das Gitarrespielen beigebracht. Marvin J. Chomsky drehte 1974 für die Fernsehreihe „The FBI“ den TV-Film „The FBI Versus Alvin Karpis, Public Enemy Number One“, der die Jagd auf Karpis und dessen Verhaftung aufgreift. In der Rolle von Karpis war Robert Foxworth zu sehen.
In Clint Eastwoods Spielfilm J. Edgar über das Leben J. Edgar Hoovers wird die inszenierte Verhaftung Karpis' dargestellt. Karpis wird dabei von Manu Intiraymi gespielt.

## Werke
- Alvin Karpis / Robert Livesey: On the Rock. Twenty-five Years at Alcatraz, 1980.
- Alvin Karpis: Public Enemy Number One: The Alvin Karpis Story, 1973.